# ان‌جی‌سی ۴۴۳
ان‌جی‌سی ۴۴۳ (انگلیسی: NGC 443) نام یک کهکشان عدسی در صورت فلکی ماهی است.